# Daviesia inflata
Daviesia inflata är en ärtväxtart som beskrevs av Michael Douglas Crisp. Daviesia inflata ingår i släktet Daviesia, och familjen ärtväxter. Inga underarter finns listade i Catalogue of Life.